# Eugenie Beskow-Heerberger
Eugenie Charlotte Beskow-Heerberger, född Beskow den 18 november 1867 i Hallingeberg i Kalmar län, död den 3 december 1955 i Stockholm, var en svensk författare och illustratör. Hon skrev främst barnböcker.

## Biografi
Eugenie Beskow-Heerberger var dotter till kontraktsprosten Fritz Beskow (1832–1901) och Lotten Dahl (1835–1917) samt syster till pedagogen och socialreformatorn Natanael Beskow. Hon var gift med tyske medborgaren och direktören för Alfa Laval Separator i Berlin Wilhelm Heerberger 1906–1935 samt mor till Helge Heerberger, känd under pseudonymen Arvid Brenner. Beskow studerade vid Tekniska skolan 1887–1891 och därefter vid Konstakademien i Stockholm . Som konstnär har hon illustrerat några av sina egna barnböcker och noveller. Beskow-Heerberger är begravd på Skärstads kyrkogård.